# Andreas Müller (juge)
 (juin 2022).
La mise en forme du texte ne suit pas les recommandations de Wikipédia : il faut le « wikifier ».
Les points d'amélioration suivants sont les cas les plus fréquents. Le détail des points à revoir est peut-être précisé sur la page de discussion.
- Les titres sont pré-formatés par le logiciel. Ils ne sont ni en capitales, ni en gras.
- Le texte ne doit pas être écrit en capitales (les noms de famille non plus), ni en gras, ni en italique, ni en « petit »…
- Le gras n'est utilisé que pour surligner le titre de l'article dans l'introduction, une seule fois.
- L'italique est rarement utilisé : mots en langue étrangère, titres d'œuvres, noms de bateaux, etc.
- Les citations ne sont pas en italique mais en corps de texte normal. Elles sont entourées par des guillemets français : « et ».
- Les listes à puces sont à éviter, des paragraphes rédigés étant largement préférés. Les tableaux sont à réserver à la présentation de données structurées (résultats, etc.).
- Les appels de note de bas de page (petits chiffres en exposant, introduits par l'outil «  Source ») sont à placer entre la fin de phrase et le point final[comme ça].
- Les liens internes (vers d'autres articles de Wikipédia) sont à choisir avec parcimonie. Créez des liens vers des articles approfondissant le sujet. Les termes génériques sans rapport avec le sujet sont à éviter, ainsi que les répétitions de liens vers un même terme.
- Les liens externes sont à placer uniquement dans une section « Liens externes », à la fin de l'article. Ces liens sont à choisir avec parcimonie suivant les règles définies. Si un lien sert de source à l'article, son insertion dans le texte est à faire par les notes de bas de page.
- La présentation des références doit suivre les conventions bibliographiques. Il est recommandé d'utiliser les modèles {{Ouvrage}}, {{Chapitre}}, {{Article}}, {{Lien web}} et/ou {{Bibliographie}}. Le mode d'édition visuel peut mettre en forme automatiquement les références.
- Insérer une infobox (cadre d'informations à droite) n'est pas obligatoire pour parachever la mise en page.

Pour une aide détaillée, merci de consulter Aide:Wikification.
Si vous pensez que ces points ont été résolus, vous pouvez retirer ce bandeau et améliorer la mise en forme d'un autre article.
Pour les articles homonymes, voir Müller.
Andreas Müller (né le 5 juillet 1961 à Meppen) est un juge allemand de la jeunesse au tribunal de district de Bernau près de Berlin.

## Vie et action
Müller vient d' Emsland ; ses parents tenaient une boulangerie à Meppen, en Basse-Saxe. Il a écrit à propos de son père et de son frère: « L'un buvait, l'autre fumait de l'herbe. Aujourd'hui, il vit à Glienicke/Nordbahn. Il est divorcé et a deux filles.
En 1981, Müller a passé son baccalauréat au Marianum Gymnasium de Meppen.
Après des études de droit et un stage juridique ultérieur à Berlin, Andreas Müller est devenu juge dans le Land de Brandebourg en 1994, d'abord en tant que juge suppléant à Münster (Rhénanie du Nord-Westphalie), à Francfort-sur-l'Oder et Strausberg. Müller est juge au tribunal de district de Bernau près de Berlin depuis 1997, la plupart du temps exclusivement en tant que juge de la jeunesse.

## Violence des jeunes
Il a fait sensation dans tout le pays quand on a appris en 2000 qu'en plus de lourdes peines d'arrestation, il interdisait aux néonazis de porter des bottes de combat, qu'il classait comme des armes, comme condition de probation. Il a également imposé à une jeune fille de 15 ans ayant fait publiquement le salut hitlérien de visiter une mosquée à Berlin-Kreuzberg et manger des brochettes avec de jeunes Turcs. Depuis lors, Müller a fréquemment été invité à des programmes télévisés sur la violence chez les jeunes, tels que Hart aber fair  et Anne Will, ainsi qu'à des conférences.
En 2002, il a été nommé par le PDS (Partei des Demokratischen Sozialismus) comme candidat sans parti pour un mandat direct aux élections fédérales de 2002 dans la circonscription de Märkisch-Oderland - Barnim II. La candidate du SPD Petra Bierwirth a remporté la circonscription. Dans le Tageszeitung, cependant, il a déclaré : "En tout cas, depuis 20 ans, je suis plus proche d'Alliance 90/Les Verts que la gauche au SPD".
En 2004, un documentaire de 30 minutes sur son travail est réalisé pour la chaîne de télévision Phoenix.
En 2010, le quotidien Die Welt rapportait qu'à Bernau près de Berlin - anciennement l'un des bastions néo-nazis du Brandebourg – aucun crime d'extrême droite n'a été commis depuis des années, et le journal a mis cette circonstance en lien direct avec les jugements de Müller.
Le 8 septembre 2013, dans le numéro de Tatort U-Bahn - impuissant contre la violence des jeunes? de l'émission de Günther Jauch, il a présenté son premier livre Schluss mit der Sozialromantik! (En finir avec le Romantisme social). Il devait à l'origine s'intituler Combat Boots, Cannabis & Depression . C'est fortement autobiographique; il y rappelle à plusieurs reprises le titre à succès de Kirsten Heisig Das Ende der Geduld (La Fin de la Patience).
Müller était un ami et un compagnon d'armes de l'avocate Kirsten Heisig, décédée en 2010, qui le met particulièrement en valeur dans son livre publié à titre posthume La fin de la patience - Cohérence envers les jeunes délinquants violents.
Müller est considéré comme un "dissuasif" et "querelleur au nom de la justice",.

## Cannabis
En septembre 2015, Müller publie son deuxième livre Kiffen und Kriminalität, dans lequel il aborde l'un de ses enjeux majeurs, la légalisation du cannabis.
En septembre 2019, Müller a suspendu deux affaires pénales pour possession de petites quantités de cannabis. Il a déclaré qu'il considérait comme inconstitutionnelles toutes les dispositions de la loi sur les stupéfiants qui font du trafic illégal de produits à base de cannabis une infraction punissable. Le 20 avril 2020, Müller a annoncé que, sur la base de ces affaires, il avait envoyé un mémoire de 140 pages à la Cour constitutionnelle fédérale pour examen de constitutionnalité. En octobre 2020, le parquet de Francfort (Oder) a déposé une requête pour partialité contre Müller auprès du tribunal de district de Bernau. Cette requête a été rejetée. Le parquet a immédiatement porté plainte auprès du tribunal régional compétent. Le tribunal de district de Francfort/Oder a également jugé que Müller n'était pas partial.
En avril 2022, Müller a participé à la chanson "Decriminalisation Immediately" du rappeur de GReeeN, de Mannheim.

## Prise de position
Andreas Müller exige de la justice l'organisation d'une meilleure prévention en faveur des jeunes, la condamnation en temps opportun et le "juge pédagogique". Il est également attaché à la légalisation du cannabis et s'oppose aux affirmations selon lesquelles il s'agit d'une drogue incitant à d'autres drogues. Il justifie son engagement notamment par l'alcoolisme de son père décédé et l'héroïnomanie de son frère aîné de quatre ans. Dans le talk-show Phoenix, il a personnellement corrigé le modérateur et a déclaré que ce n'était pas de la dépendance à l'héroïne mais de la criminalisation du cannabis. Il est également membre du conseil d'administration de l'association allemande LEAP (Law Enforcement Against Prohibition) Deutschland e. V., qui milite pour la légalisation de drogues.

## Critique
Les critiques des positions de Müller sont venues principalement des rangs de l' Association allemande des tribunaux de la Jeunesse et de l'Aide aux tribunaux de la Jeunesse (Deutsche Vereinigung für Jugendgerichte und Jugendgerichtshilfen, DVJJ). Ainsi, Theresia Höynck décrit le « juge pédagogique » de Müller comme une « perspective de profane » ; Christian Pfeiffer qualifie l'œuvre de "littérature effrayante". Manfred Günther déchire abondamment le titre.

## Écrits
- (avec Carsten Tergast) : Fini le romantisme social. Un juge des mineurs fait le point . Herder, Fribourg 2013,  (ISBN 978-3-451-30909-0) .
- (avec Carsten Tergast): Mauvaises herbes et crime. Le juge des mineurs fait le point . Herder, Fribourg 2015,  (ISBN 978-3-451-31276-2) .